# Лоб (зачіска)

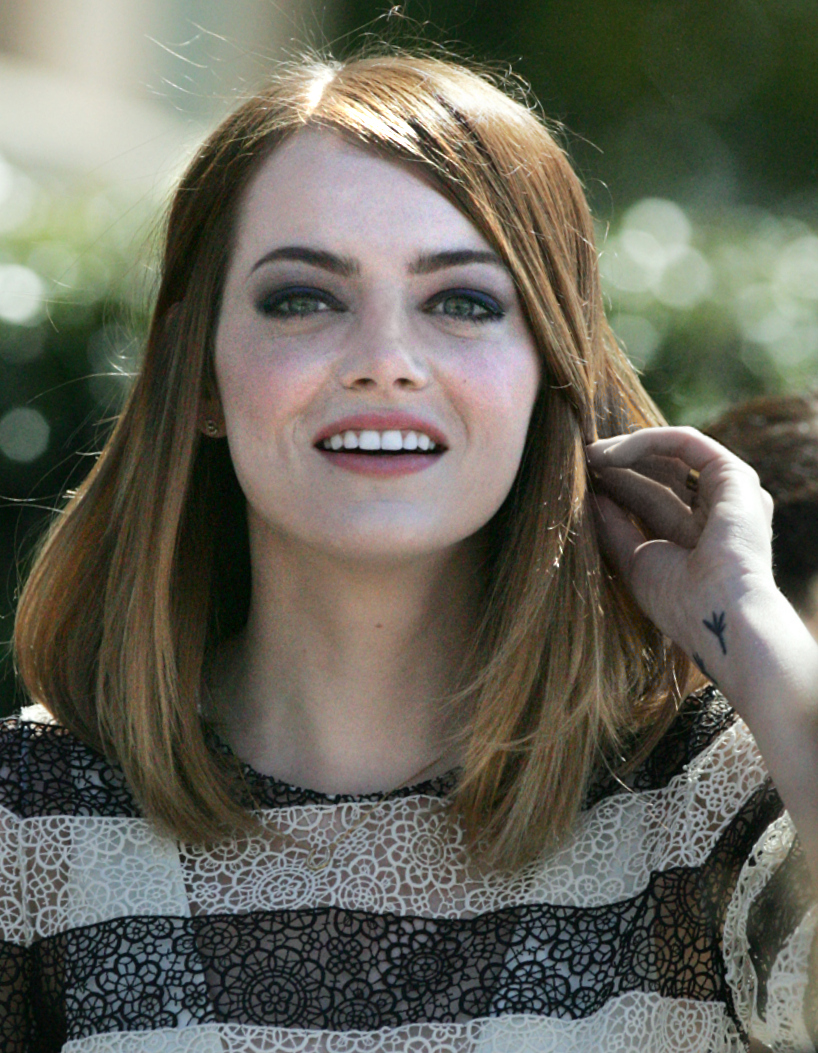
Традиційне виконання зачіски лоб

Лоб (подовжене каре, подовжений боб, лонг боб) - зачіска у вигляді волосся підстриженого на рівні плечей або трохи нижче, рівним зрізом або під деяким кутом.
Зачіска лоб є подовженим видом класичного каре. Лоб є перехідною зачіскою між короткими та довгими зачісками. Зачіска лоб набула популярності в 1960х. Перевагами зачіски є оригінальність, естетичність, досить просте виконання.